# Podružnica Šmarjeta pri Kotmari vasi
Rimskokatoliška podružnica Šmarjeta pri Kotmari vasi (nemško Filialkirche St. Margareten ob Köttmannsdorf) se nahaja v občini  Kotmara vas na zahodnih Gurah  v političnem okraju Celovec-dežela na avstrijskem Južnem Koroškem. Cerkev je posvečena sveti Marjeti in sveti Barbari  in spada pod župnijo Kotmara vas v dekaniji Borovlje v Krški škofiji. 
Do leta 1938 je fara Kotmara vas uradno veljala za slovensko faro.   Cerkev je pod spomeniškim varstvom.

## Geografska lega
Cerkev se nahaja na majhnem griču na zahodu kraja istoimenske vasi Šmarjeta na nadmorski višini 750 m. Na jugu je območje stavbe omejeno s strmim pobočjem Gur, medtem ko se na severu dviga do doline Hodiških jezer.

## Območje podružnice (»Šmarješki zvon«)
Pod podružnico Šmarjeta spadajo gorski kraji Šmarjeta, Vesava, Črezdol. Mostec in Vrdi. Ta pripadnost se kaže poleg manjših namenov v cerkvi predvsem ob smrti kakega farana ali faranke iz krajev s tem, da se zvoni cingelj v poslednje slovo.

## Zgodovina
Cerkev je bila prvič omenjena v listini iz leta 1204, ko je Amalrik Humberški (Amalrich von Hollenburg) predal zemljišče nekaterim iz tlačanstva odpuščenim kmetom v današnjih vaseh Vesava, Šmarjeta in Črezdol.

## Opis stavbe
Prezbiterij je bil zgrajen v gotskem obdobju in je v notranjosti, razen oltarja, ostal nespremenjen do danes. Iz tega obdobja izvira predela, ki prikazuje poklonitev treh kraljev Jezusu otroku.  
Od prvotne hiše Božje sta se ohranila le ladja in slavolok, ki je izdelan iz klasnih kamnov in ima okrogli lok. Kor, ki je enako širok kakor zdolžna ladja z ravnim stropom, izvira iz časa gotike (15. stoletje); ima mrežasto-rebrasti obok na okroglih opornikih.
Današnja zunanjost s slepimi arkadami in naprej postavljenim gotskim stolpom na zahodu s šilasto streho izvira iz prezidave leta 1862. V zvezi s tem stavbnim posegom so podaljšali cerkveno ladjo proti zahodu; prizidal so žagrad, pozlatili oltar in napravili strelovod.
Zvon je iz leta 1645; drugega iz leta 1681 so morali oddati med vojsko. V letih 1905; 1946 in 1989 so cerkev znotraj pa zunaj popolnoma popravili ter prenovili.
Za obhajanje 800-letnice leta 2004 so pri vhodu postavili ograjo, da bi bila cerkev vsem laže dostopna. Ob tem so tudi cerkev elektrificirali in v notranjost pritrdili svetlobne naprave. Zunanja naprava za osvetlitev omogoča, da je cerkev, ki stoji na zelo izpostavljenem kraju na Gurah, v večernih urah vidna daleč v Rož. Kraj okoli cerkve so izravnali, tako da se laže opravljajo cerkvene dejavnosti.

## Oprema
Iz časa gotike je še ohranjena niša za zakramente.
Posebno pozornost zaslužijo deli gotskega krilnega oltarja, ki so deloma vdelani v baročni lavni oltar v vratoma za ofer iz leta 1660.
Sedanji oltar iz leta 1660 in poleg prizora vstajenja vsebuje figure svete Margarete, svete Barbare, svete Apolonije in svete Gertrude. Na zadnji strani je ohranjena predela z gotsko upodobitvijo Veronikinega potnega prta; držita ga dva angela.
Sprednja stran kaže vstalega Kristusa s trnjevo krono in z znamenji ran med majo in Janezom Evangelistom.
V sredini ličnega baročnega glavnega oltarja s stebri in z integriranim tabernakljem je kip sv. Marjete z zmajem (zunanja kip svetih Petra in Pavla so ukradli). Zgoraj je sv. Barbara s kelihom in stolpom. Nad lokom za ofer stojita kipa svetih Apolonije in Jedrti  s preslico. Vdelan je ploski relief apostola Janeza (nadaljnji apostoli Matija, Simon in Juda Tadej so bili tudi ukradeni). 
Levo nasproti prižnic je baročna Marija z detetom Jezusom.  
Na desni steni visi relief poklona sv. Treh kraljev, delo rizbarske delavnice iz Šentvida ob Glini.
Na slavoloku, na strani ladje, je zapisan slovenski napis v praporu »Sv. Margareta in sv. Barbara prosite za nas!«.
Leta 2011 so popolnoma na novo naredili eno vrsto klopi in vse sedeže v koru. Pri tem so popravili oz. obnovili oltar , prižnico ter antependij. Leta 2012 je bilo mogoče blagosloviti novo bandero z upodobitvama svetih Marjete in Barbare. Leta 2013 se je postavil no leseni ambo. 

## Službe Božje v podružnici
- Krstnica/Velika sobota – 8:30 blagoslov jedil
- Torek pred Kristusovim Vnebohodom – 18:30 prošnja procesija s sv. Mašo
- Maj popoldne /zvečer – šmarnice
- Nedelja okoli 20. julija – 9:00 semenj s pranganjem
- 2. nedelja oktobra – 9:30 jesenski semenj
- 4. december – 18:00 sv. Maša z blagoslovom Barbarinih vejic

## Spletne povezave
- Filialkirche St. Margarethen